# Guillaume Delerive
Guillaume Delerive, né le 7 novembre 1979, est un joueur international français de baseball.

## Parcours
- French Cubs de Chartres (1987-2000)
- Cougars de Montigny-le-Bretonneux (2001-2002)
- Paris UC (2003)
- French Cubs de Chartres (2005)
- Cougars de Montigny-le-Bretonneux (2006)
- Charleroi (2006)
- French Cubs de Chartres (depuis 2007)